# 薩卡帕
薩卡帕是危地馬拉的城市，也是薩卡帕省的首府，位於該國東部，距離首都危地馬拉市146公里，始建於1871年11月10日，面積78平方公里，海拔高度120米，2002年人口59,089，2018年人口60,420。

## 外部連結
- Official municipal site （页面存档备份，存于）
- www.zacapa.net （页面存档备份，存于）
- Gualán

14°58′N 89°32′W / 14.967°N 89.533°W